# Grande Prêmio da Turquia
O Grande Prêmio da Turquia foi um evento de Fórmula 1 disputado pela primeira vez em 21 de agosto de 2005. Felipe Massa é o maior vencedor do Grande Prêmio, tendo vencido três das sete edições de forma consecutiva.

## Grande Prêmio da Turquia

### Vencedores por ano
| Ano     | Piloto                               | Construtor                           | Local                                | Detalhes                             |                                      |
| ------- | ------------------------------------ | ------------------------------------ | ------------------------------------ | ------------------------------------ | ------------------------------------ |
| 2005    | Kimi Räikkönen                       | McLaren-Mercedes                     | Istambul                             | Detalhes                             |                                      |
| 2006    | Felipe Massa                         | Ferrari                              | Istambul                             | Detalhes                             |                                      |
| 2007    | Felipe Massa                         | Ferrari                              | Istambul                             | Detalhes                             |                                      |
| 2008    | Felipe Massa                         | Ferrari                              | Istambul                             | Detalhes                             |                                      |
| 2009    | Jenson Button                        | Brawn-Mercedes                       | Istambul                             | Detalhes                             |                                      |
| 2010    | Lewis Hamilton                       | McLaren-Mercedes                     | Istambul                             | Detalhes                             |                                      |
| 2011    | Sebastian Vettel                     | Red Bull Racing-Renault              | Istambul                             | Detalhes                             |                                      |
| -       | Fora do calendário entre 2012 e 2019 | Fora do calendário entre 2012 e 2019 | Fora do calendário entre 2012 e 2019 | Fora do calendário entre 2012 e 2019 | Fora do calendário entre 2012 e 2019 |
| 2020    | Lewis Hamilton                       | Mercedes                             | Istambul                             | Detalhes                             |                                      |
| 2021    | Valtteri Bottas                      | Mercedes                             | Istambul                             | Detalhes                             |                                      |
| Fontes: |                                      |                                      |                                      |                                      |                                      |

### Vitórias por piloto
| Total   | Piloto           | Vitórias         |
| ------- | ---------------- | ---------------- |
| 3       | Felipe Massa     | 2006, 2007, 2008 |
| 2       | Lewis Hamilton   | 2010, 2020       |
| 1       | Kimi Räikkönen   | 2005             |
| 1       | Jenson Button    | 2009             |
| 1       | Sebastian Vettel | 2011             |
| 1       | Valtteri Bottas  | 2021             |
| Fontes: |                  |                  |

### Vitórias por equipe
| Total   | Equipe          | Vitórias         |
| ------- | --------------- | ---------------- |
| 3       | Ferrari         | 2006, 2007, 2008 |
| 2       | McLaren         | 2005, 2010       |
| 2       | Mercedes        | 2020, 2021       |
| 1       | Brawn           | 2009             |
| 1       | Red Bull Racing | 2011             |
| Fontes: |                 |                  |

### Vitórias por país
| Total   | País        | Vitórias         |
| ------- | ----------- | ---------------- |
| 3       | Brasil      | 2006, 2007, 2008 |
| 3       | Reino Unido | 2009, 2010, 2020 |
| 2       | Finlândia   | 2005, 2021       |
| 1       | Alemanha    | 2011             |
| Fontes: |             |                  |

### Recordes de pista
|                       |                    |                         |          |          |      |
| Circuito de Istambul  | País/Piloto        | Construtor              | Tempo    | Extensão | Ano  |
| Pole position         | Sebastian Vettel   | Red Bull Racing-Renault | 1:25.049 | 5.338 km | 2011 |
| Melhor volta na prova | Juan Pablo Montoya | McLaren-Mercedes        | 1:24.770 | 5.340 km | 2005 |
| Fontes:               |                    |                         |          |          |      |